# Blakeite
La blakeite è un minerale.